# Malmö Ju-jutsuklubb
Malmö Ju-jutsuklubb (MJJK) är en ideell förening som bildades i Limhamn i Malmö i november 1999. Vid starten bedrevs verksamheten i Bergaskolans gymnastiksal. 2005 flyttade klubben till en ny och betydligt större lokal på Hyllie Kyrkoväg 35 i Limhamn, 2012 flyttade klubben till Geijersgatan 2 i Limhamn. Lokalerna på Geijersgatan har två separata träningsytor, omklädningsrum, ett gym för friskvård och styrekträning och en serveringsyta med insyn över träningen.
MJJK bedriver verksamhet för miniorer i åldern 7-8 år, barn i åldern 9-14 år och för vuxna 15 år och uppåt. 2019 hade klubben cirka 190 aktiva medlemmar varav majoriteten var barn och ungdomar. Fredrik Wennolf är nuvarande styrelseordförande. 
Klubben arbetar aktivt mot droger och våld i samhället, och främjar integration. Alla som arbetar med klubben gör detta utan vinstintresse. Klubben är ansluten till Svenska Ju-jutsuförbundet (Ju-jutsu Kai) och till Riksidrottsförbundet (RF) via Svenska Budo & Kampsportsförbundet. Klubben arbetar med att hålla god stämning och god kvalité på träningen för både barn och vuxna medlemmar.
I dojon bedriver även Aikido Malmö Meisakai och Takemusu Aikido dojo sin verksamhet. Från våren 2018 finns även Limhamns Taekwondo akademi i dojon.
Under sommaren 2017 flyttade klubben igen - fortfarande på Geijersgatan 2, men nu till en betydligt större lokal med helt andra möjligheter.
Just nu bygger vi om för att få plats med en tredje träningsyta i lokalen.

## Historia
Malmö Ju-Jutsuklubb hade sitt allra första pass i slutet av december 1999 men öppnade på riktigt år 2000 av eldsjälarna Lars-Göran "Lalle" Nilsson, Glenn Lindberg och Peter Falk. De första åren höll klubben till i Bergaskolans lilla gymnastiksal, efterhand ökade både barn- och vuxenverksamheten. 2003 tog Peter Falk, 2 dan, över rollen som huvudinstruktör på klubben efter Lalle Nilsson.
2004 tillträdde Thomas Lundqvist som styrelseordförande och han blev den drivande kraften bland annat då MJJK tog steget till att flytta till en egen lokal. Sommaren 2005 renoverades den industrilokal på Hyllie Kyrkoväg 35 som idag fungerar som dojo åt klubben; träningen i nya dojon började hösten 2005. Klubben hade under 2005 och 2006 en stor satsning på funktionshinderträning för både barn och vuxna, och deltog även i ett projekt att ta fram ett kompendium för instruktörer som ska undervisa personer med funktionshinder för Svenska Ju-jutsuförbundet.
Efter Peter Falk tog David Nilsson, 1 dan, över som huvudinstruktör under 2007-2008 och han undervisade såväl barn som vuxna under året.
Sommaren 2008 blev Emil Andersson, 2 dan, huvudinstruktör för klubben.
Hösten 2014 tog Kim Ridell över posten som huvudinstruktör.
2019 firade Malmö Ju-jutsuklubb sitt 20-årsjubileum där även ett antal förtjänsttecken delades ut.